# Польовий телефон

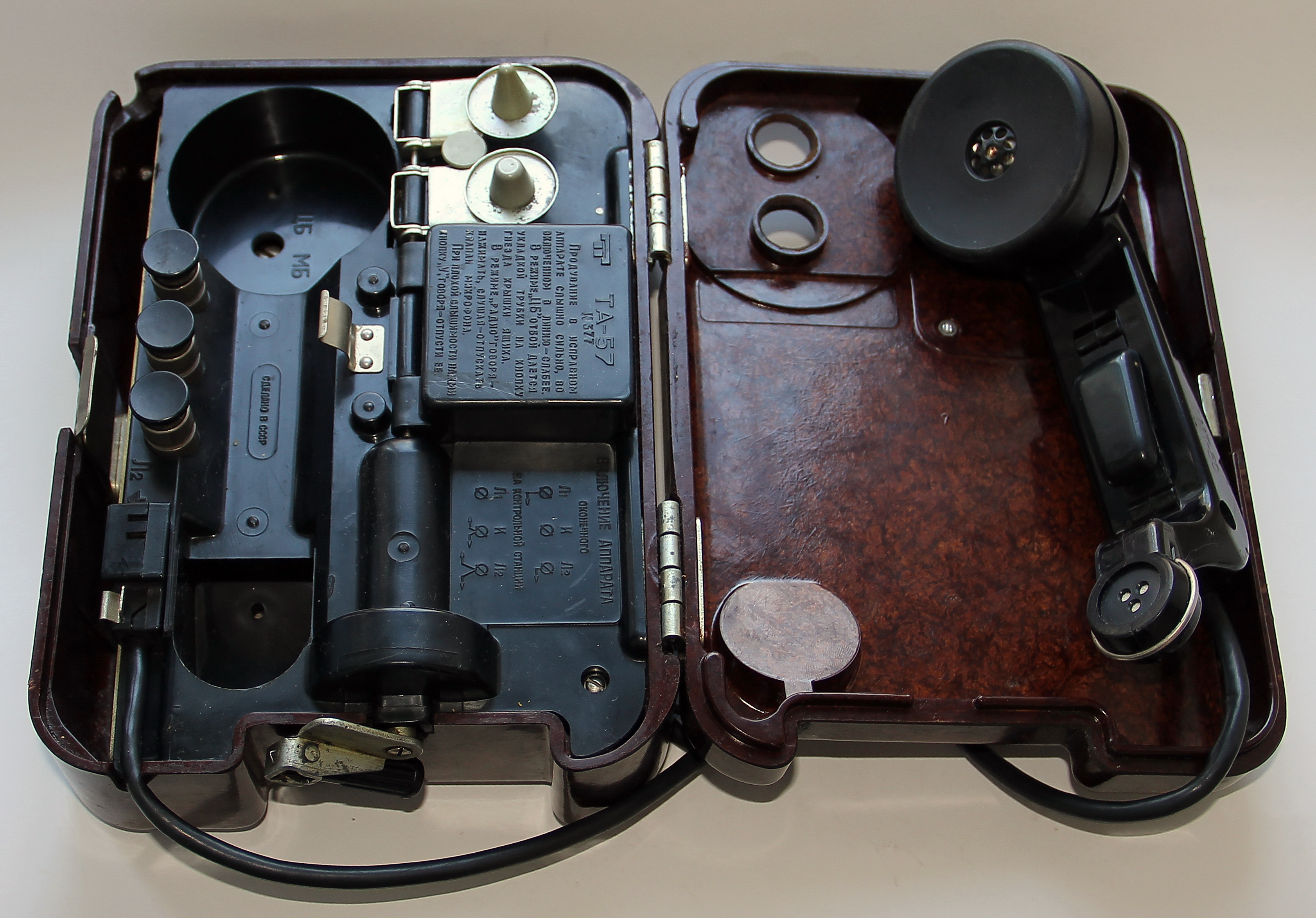
Польовий телефон ТА-57

Польовий телефон — це спеціальний військовий телефонний апарат, призначений для забезпечення телефонного зв’язку в сухопутних військах по польових кабельних лініях.

## Історія

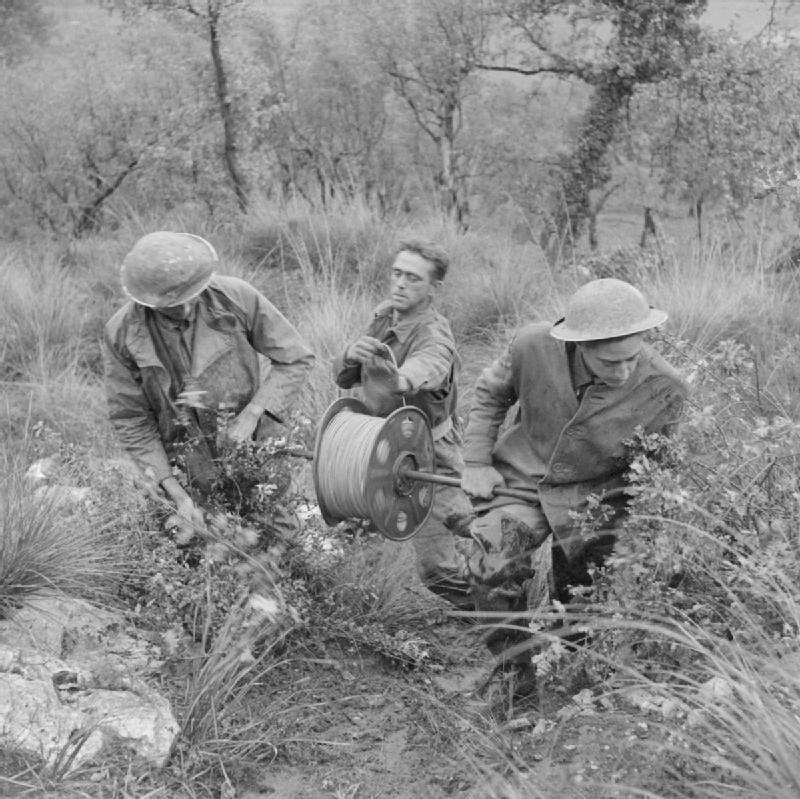
Військові Британської армії в Італії 1943 року прокладають телефонний дріт зв'язку

Після винаходу телефону технологію адаптували і для використання у військових цілях. В результаті польові телефони замінили собою прапорні сигнали та телеграф як ефективний засіб зв’язку.
Через високу мобільність, яку сьогодні потребують військові частини, а також через високу вартість виробництва кабелю польові телефони все більше замінюються сучасною радіотехнікою. Однак вони все ще використовуються зі старим обладнанням.

## Конструкція
Польовий телефон складається із апаратного блока, телефонної трубки, та джерела живлення.
Перші польові телефони мали ручний індуктор — генератор для сигналізації іншого польового телефону або телефонної станції з ручним керуванням, а також електромагнітний дзвінок, який звучав, коли надходив струм від віддаленого генератора. Ця технологія використовувалася з 1910-х до 1980-х років. Пізніше дзвінок керувався кнопкою або автоматично, як на побутових телефонах.
Спочатку польові телефони мали конструкцію із дерев’яної коробчатої форми. Пізніше дерев’яну коробку було замінено бакелітовою, металевою, або іншим пластиком.

## Режим роботи
Польовий телефон може працювати в таких режимах:
- МБ (місцева батарея) – живлення телефонного апарата здійснюється від власної батареї, яка знаходиться всередені, а сигналом виклику використовується змінний струм напругою 100-110 В і частотою 20-50 Гц, який виробляється індуктором.
- ЦБ (центральна батарея) – живлення телефонного апарата здійснюється від центральної батареї, яка знаходиться на телефонній станції, а  сигналом виклику використовується постійний струм, який виробляється центральною батареєю.

## Дальність зв'язку
Польовий телефон забезпечує наступну дальність зв’язку:

- по польовому кабелю — 15-40 км, в залежності від моделі телефону, марки та стану кабелю.
- по постійних повітряних лініях зв’язку — 150-170 км.

Кабельний зв’язок використовують при розташуванні артилерійських підрозділів у районі очікування, оборони, і під час підготовки до наступу.